# 579

## Nașteri
- dată necunoscută: Maxim Mărturisitorul  (d. 662)
- dată necunoscută: Ioan Scărarul  (d. 649)

## Decese
- 1 august: Papa Benedict I  (n. 525)